# Выпаса-Вечёрка
Выпаса-Вечерка — деревня в Колыванском районе Новосибирской области. Входит в состав городского поселения рабочий посёлок Колывань.

## Население
| 2002 | 2007 | 2010 |
| ---- | ---- | ---- |
| 0    | →0   | →0   |

## Инфраструктура
В деревне по данным на 2007 год отсутствует социальная инфраструктура.